# Louis de Guiringaud
Louis de Guiringaud, né le 12 octobre 1911 à Limoges et mort le 15 avril 1982 à Paris 7e, est un diplomate et un homme politique français.

## Biographie

### Jeunesse et études
Louis de Guiringaud est issu d’une famille noble du sud-ouest de la France qui s’est illustrée dès le XVIIe siècle au parlement de Toulouse. Son ancêtre, Pierre de Guiringaud, fut reçu procureur du roi pour la chambre des requêtes du parlement de Toulouse en 1777, puis conseiller au même parlement en 1785 et vota avec la noblesse en 1789 . Son père, officier de cavalerie, est tué au début de la Première Guerre mondiale.
Guiringaud fait ses études secondaires à Paris. Il obtient son baccalauréat en 1928 après avoir étudié au collège Saint-Louis-de-Gonzague. Il s'inscrit à la faculté de droit de Paris où il obtient une licence de droit et pars ailleurs une licence de lettres. Il est diplômé de l'École libre des sciences politiques, où il prépare le concours d'entrée du ministère des Affaires étrangères. Il y est reçu en 1938.

### Parcours professionnel
À la suite de son admission, il est nommé attaché d’ambassade à Ankara. Mobilisé au Levant en septembre 1939, il rentre en France après l’armistice du 22 juin 1940 et fait un court séjour à Vichy, tout en prenant part à des activités de résistance. Il rejoint en 1943 le Comité français de Libération nationale à Alger, où il devient chef de cabinet de René Massigli, commissaire aux Affaires étrangères. Il reprend du service dans l’armée au printemps 1944 et participe, comme officier de spahis, à la campagne d’Italie avec le corps expéditionnaire du général Juin. Il participe ensuite au débarquement de Provence et à la campagne de France dans la première armée du général de Lattre. Grièvement blessé en Alsace en février 1945, Louis de Guiringaud est cité à l'ordre de l'armée et décoré de la Légion d'honneur à titre militaire.
Il reprend du service dans la carrière diplomatique en 1946 comme premier secrétaire à l’ambassade de France à Londres. Il est ensuite directeur des affaires politiques au haut-commissariat de France en Allemagne, consul général à San Francisco, puis représentant permanent adjoint au Conseil de sécurité des Nations unies à l’époque de la crise de Suez. 
De 1957 à 1961, il est le premier ambassadeur de France au Ghana, et il devient directeur des Affaires marocaines et tunisiennes au Quai d’Orsay. En 1962, le gouvernement le désigne comme ministre délégué, haut représentant adjoint pour assister Jean-Marcel Jeanneney, premier représentant de la France dans l'Algérie indépendante.
Il prend au début de 1964 les fonctions d'inspecteur général des postes diplomatiques et consulaires. De 1966 à 1972, il occupe le poste d'ambassadeur de France au Japon, succédant à François Missoffe.
Représentant permanent de la France auprès des Nations unies de 1972 à 1976, il est élevé à la dignité d'ambassadeur de France le 16 avril 1975. À la même époque, Valéry Giscard d'Estaing, alors président de la République, lui demande d’organiser la Conférence sur la coopération économique internationale, qui devait être à l’origine du dialogue Nord-Sud.

## Ministre des Affaires étrangères
Il est nommé ministre des Affaires étrangères dans le gouvernement de Raymond Barre en août 1976 et reconduit en mars 1977 et avril 1978. En tant que ministre des Affaires étrangères, il est chargé de défendre devant l'Assemblée nationale et le Sénat le texte permettant au Parlement européen d'être élu au suffrage universel en 1978. Il est alors épaulé par Claude Martin.
Il se rend en Indonésie en 1978 pour y signer un accord militaire. Il indique au régime de Soeharto que la France ne s'opposerait pas à lui à l'ONU concernant l'invasion indonésienne du Timor oriental, laquelle avait provoqué la mort d'une grande partie de la population de la région.
En octobre 1978, il tient des propos controversés en rejetant sur les seuls chrétiens la responsabilité de la guerre du Liban et sur les milices chrétiennes la responsabilité de son aggravation : « Il ne faut pas oublier que ce sont les Chrétiens qui ont appelé les Syriens au Liban pour se protéger contre les Palestiniens, pour essayer aussi de restaurer une situation privilégiée dont ils bénéficiaient dans le Liban tel que nous l'avions nous-mêmes constitué après la Première Guerre mondiale, et aidé à se maintenir après la Deuxième Guerre mondiale. Un Liban dont la majorité de la population est musulmane, mais dans lequel l'État était pratiquement contrôlé à tous les échelons par les Chrétiens.... Ce sont ces milices chrétiennes qui ont déclenché la dernière bagarre de la bataille de Beyrouth ; ce ne sont pas les Syriens. Ce sont les milices de M. Chamoun qui ont déclenché la bagarre.... Les milices chrétiennes, en particulier celles de M. Camille Chamoun, portent la responsabilité principale des événements tragiques de Beyrouth au cours des deux dernières semaines.... Je considère comme très important de leur dire, à travers vous, qu'il ne faut pas qu'ils comptent sur l'appui de la communauté internationale dans un combat qui est un combat sans raison, déraisonnable ». Peu de temps après, il quitte le gouvernement, où il est remplacé le 29 novembre suivant par Jean François-Poncet.
Il est élevé à la dignité de grand officier de la Légion d’honneur à titre militaire le 7 juillet 1976 par Valéry Giscard d'Estaing. Il est aussi titulaire de la croix de guerre 1939-1945 ainsi que de nombreuses décorations françaises et étrangères.

## Mort
Souffrant de dépression, il se donne la mort le 15 avril 1982 à son domicile parisien, d'une balle de fusil de chasse tirée dans la poitrine. Il repose au cimetière de Castelsarrasin. Sa 1re épouse est décédée en 1992.
Son fils, François de Guiringaud, a écrit une biographie de son père en 2016.

## Décorations
- Grand officier de la Légion d'honneur
- Croix de guerre 1939–1945